# Weilite
La weilite (CaHAsO4) est un minéral arséniate rare. C'est un minéral, qui cristallise dans le système triclinique, blanc translucide d'un éclat cireux. Elle se présente sous forme d'incrustations ou pseudomorphes de la pharmacolite ou la haidingérite.
Elle a été décrite pour la première fois en 1963 pour des occurrences dans la mine de Gabe Gottes, à Sainte-Marie-aux-Mines en Alsace, France et à Wittichen, Schenkenzell, Bade-Wurtemberg, Allemagne, et le district de Schneeberg, dans les monts métallifères d'Erzgebirge, Saxe, Allemagne. Elle porte le nom du minéralogiste français René Weil (1901-1983) de l'Université de Strasbourg. Elle se trouve dans la zone oxydée des veines hydrothermales contenant de l'arsenic. Il s'agit d'un produit d'altération de la pharmacolite et de l'haidingérite,.  
Ses gisements sont principalement en Europe, mais on la trouve aussi au Maroc, en Amérique du Nord et en Chine.  